# Vlierzele
Vlierzele is een dorp in de Belgische provincie Oost-Vlaanderen en een deelgemeente van Sint-Lievens-Houtem, het was een zelfstandige gemeente tot aan de gemeentelijke herindeling van 1977.Vlierzele ligt zowel in de Denderstreek als in de Vlaamse Ardennen.

## Geschiedenis
De plaats vindt men in 639 terug als Fliteritsale, in 1412 als Vliendersele. Dit is een combinatie van de plantnaam vlier of de persoonsnaam Flether (?) en sale, zele (een verblijfsplaats).
Vlierzele vormde met Bavegem een vierschaar die afhankelijk was van de Sint-Pietersabdij te Gent. De voogdij werd uitgeoefend door de heer van Rode.
In 1977 werd het dorp Papegem, dat deel uitmaakte van Vlierzele, bij de met de gemeente Lede gefusioneerde deelgemeente Impe gevoegd, en werd de rest van Vlierzele een deelgemeente van de fusiegemeente Sint-Lievens-Houtem.

## Demografische ontwikkeling
- Bronnen:NIS, Opm:1831 tot en met 1970=volkstellingen; 1976 = inwoneraantal op 31 december

## Bezienswaardigheden
- De Sint-Fledericuskerk

## Natuur en landschap
Vlierzele ligt in Zandlemig Vlaanderen op een hoogte die varieert van 22-70 meter. Het hoogste punt bevindt zich in de buurtschap Morelgem, ten zuiden van de dorpskom. Een groot deel van het grondgebied van Vlierzele behoort tot het stroomgebied van de Molenbeek.

## Trivia
- In Vlierzele is een stortplaats gelegen van de intercommunale ILvA.
- In Vlierzele speelt de voetbalclub SK Vlierzele.
- Ieder jaar worden de berenfeesten georganiseerd. Dit is een volksfeest met een kermis, stoet en andere festiviteiten.

## Nabijgelegen kernen
Letterhoutem, Oordegem, Papegem, Zonnegem, Sint-Lievens-Houtem

## Bekende personen
- Francine Van Der Biest (1954) is geboren in Vlierzele

Deelgemeenten: Bavegem · Letterhoutem · Sint-Lievens-Houtem · Vlierzele · Zonnegem

Belgische gemeenten · Arrondissement Aalst · Oost-Vlaanderen · Vlaanderen